# Ethnikos Pireo (pallanuoto)
L'Ethnikos Pireo è una squadra greca di pallanuoto. Si tratta della sezione pallanuotistica della Ethnikos O.F.P.F.; è una delle prime ad essere stata fondata all'interno della polisportiva, e ne è la più titolata con sessantotto affermazioni (sessantadue nella sezione maschile, sei in quella femminile), di cui due a livello continentale.

## Storia
La divisione maschile ha vinto 38 volte il Campionato di pallanuoto maschile (un evento plurivincitore dal 1957), 12 volte la Coppa Ellenica (di cui 8 consecutive, un numero record), avendo ottenuto doppi titoli 9 volte e il Campionato Centrale 11 volte. Pertanto, l'Ethnikos ha detenuto il maggior numero di titoli complessivi nella pallanuoto maschile fino al 2017, quando l'Olympiacos lo ha superato. Per quanto riguarda il campionato greco, l'Ethnikos detiene il record di campionati consecutivi con 18 e il secondo più lungo con 14, il record di campionati imbattuti con 29 (11 di fila è un record) il record per i campionati con sole vittorie (19), il record di campionati consecutivi con sole vittorie (10), il record di 9 doppi imbattuti e 8 doppi consecutivi imbattuti. La Nazionale detiene anche il record di anni solari consecutivi senza sconfitte in una partita all'interno dei confini. In particolare dalla sconfitta contro l'Olympiacos nel settembre 1951, la sconfitta successiva arrivò di nuovo contro i connazionali dell'Olympiacos, 13 anni anziché un mese dopo, nell'agosto 1964, dopo un'imbattibilità di 110 partite. È interessante notare che la Coppa di Grecia fu sospesa nel 1958 e ripresa nel 1984. Questi record gli sono valsi il titolo di "Imperatore". A livello europeo, l'Ethnikos è stata la prima squadra greca a partecipare agli "8" e ai "4" della Coppa dei Campioni. Nel 1966 raggiunse la fase semifinale (otto squadre in due gironi da quattro) mentre nel 1980 disputò la fase finale (girone da quattro squadre) della Coppa dei Campioni. Inoltre, oltre il 1966, conta altre otto partecipazioni agli “8” della manifestazione.
La sezione di pallanuoto femminile dell'Ethnikos è stata fondata negli anni '80 e ha vinto 3 campionati greci (1988, 1990, 1992), diventando una forza in campo insieme a Glyfada e Vouliagmeni. Nel 1989–90 partecipò alla seconda edizione della Coppa dei Campioni (21–23/10/1988) dove sconfisse la danese Aarhus (13–4) ma fu sconfitta dai tedeschi Neukeln (4–13), dagli spagnoli Molins de Rey (6–10) e l'ungherese Vazutas (5–24). Nel 1992-93, allenato dal compianto F. Moudatsios, partecipò al girone di qualificazione della Coppa dei Campioni (15-17/01/1993) battendo il norvegese Vika (8–4) ma perdendo contro l'ungherese Zedessi (6–11). e il russo Uralochka (9–12). I giocatori erano Soula Vogiatzi, Mary Voulgari, Tenia Voulgari, Dora Ioannidou, Irene Mavridou, Eleni Founta, Dina Mavridou, Anna Hatzigeorgaki lou con l'allenatore dell'ex giocatore di pallanuoto della squadra maschile, Anargyros Kehagia. Poi però si è accontentato di un ruolo secondario dietro le due big della periferia sud e il concittadino dell'Olympiakos. Nel 2004-2005 finirà secondo in campionato perdendo il titolo contro Vouliagmeni. Nel 2008-2009 raggiungerà la "8" del Trofeo LEN facendo notevoli progressi mentre in campionato era vicino alla qualificazione per la finale. Nel 2009-10, invece, nella stessa manifestazione, ci riuscì e vinse il primo titolo europeo di divisione e associazione, vincendo in doppia finale sul russo Handy Manshisk dalla Siberia. Nello stesso anno affrontò la campionessa europea Vouliagmeni per il titolo della Supercoppa europea, ma non riuscì a imporsi sull'avversario. Analogo esito ebbe il secondo tentativo di vittoria della Supercoppa Europea per i “biancoazzurri”, nel 2022, quando furono sconfitti dall'Olympiakos in un'altra finale greca dopo la trionfale conquista del secondo Trofeo LEN con pari numero di vittorie nel due finali contro l'ungherese Dunauyvaros.

## Palmarès

### Settore maschile
| Torneo                                 | Occasioni        | Anni |
| Titoli nazionali                       | Titoli nazionali | Titoli nazionali |
| -------------------------------------- | ---------------- | --- |
| Campionato greco                       | 38               | 1926, 1931, 1948, 1953, 1954, 1955, 1956, 1957, 1958, 1959, 1960, 1961, 1962, 1963, 1964, 1965, 1966, 1967, 1968, 1969, 1970, 1972, 1973, 1974, 1975, 1976, 1977, 1978, 1979, 1980, 1981, 1982, 1983, 1984, 1985, 1988, 1994, 2006 |
| Coppa di Grecia                        | 12               | 1953, 1954, 1955, 1956, 1957, 1958, 1984, 1985, 1988, 1991, 2000, 2005 |
| Campionato della Grecia Centrale       | 11               | 1952, 1953, 1954, 1955, 1956, 1957, 1959, 1960, 1961, 1962, 1963 |
| Campionati di seconda divisione        | 1                | 2009–10 |
| Traguardi internazionali               |                  | |
| Semifinali in Coppa dei Campioni       | 1                | 1980 |
| Quarti di finale in Coppa dei Campioni | 9                | 1966, 1970, 1972, 1977, 1978, 1979, 1981, 1983, 1995 |
| Terzo posto in Coppa LEN               | 1                | 2003 |

### Settore femminile
| Torneo                         | Occasioni        | Anni                      |
| Titoli nazionali               | Titoli nazionali | Titoli nazionali          |
| ------------------------------ | ---------------- | ------------------------- |
| Campionato greco               | 3                | 1987-88, 1989-90, 1991-92 |
| Coppa di Grecia                | 1                | 2023-24                   |
| Titoli internazionali          |                  |                           |
| Coppa LEN                      | 2                | 2009-10, 2021-22          |
| Finalista della Supercoppa LEN | 2                | 2010, 2022                |

## Giocatori celebri
- Andreas Garyfallos 1947–68
- Sotiris Stathakis 1973–86
- Antonis Aronis 1976–88
- Thomas Karalogos 1969–86
- Koulis Iosifidis 1965–83
- Dimitris Kougevetopoulos 1964–83
- Epameinōndas Samartzidīs 1987–96
- Theodoros Kalakonas 1990–01, 2005–08
- Vaggelis Patras 1988–1996
- Chris Humbert 2000–01
- Fotis Blanis 1997–08
- Nikos Stellatos 1995–08
- Thodoris Moustakarias 1983–95
- Filippos Kaiafas 1988–95
- Konstantinos Kokkinakis 1995–08
- Antōnīs Vlontakīs 2002–08
- Gerasimos Voltyrakīs 1988–92
- Chrīstos Afroudakīs 2007
- Ashleigh Johnson 2022
- Iefke van Belkum 2009–10